# Vålerenga Fotball
El Vålerenga Fotball es un club de fútbol de Oslo, Noruega, Fue fundado el 29 de julio de 1913 como parte del club polideportivo Vålerengens Idrettsforening (VIF), en el barrio de Vålerenga al este de la capital, que cuenta con secciones en otras disciplinas deportivas. Actualmente se desempeña en Eliteserien, máxima categoría del fútbol noruego.
A lo largo de su historia, el Vålerenga ha conquistado cinco títulos de Liga y cuatro Copas de Noruega. Su mejor época se ha dado a comienzos de la década de 1980, en la que consiguieron tres de sus cinco campeonatos ligueros. Mantiene una intensa rivalidad con el Lyn Fotball, el otro club notable de la capital, y con clubes cercanos como el Lillestrøm.

## Historia
El Vålerenga Fotball fue fundado oficialmente el 29 de julio de 1913 sobre las bases de una entidad anterior, el Fotballpartiet Spark, que había sido creado en 1898 por el escultista Hans Møller Gasmann. La nueva entidad estaba establecida en el barrio de Vålerenga, al este de Oslo, y formó su plantel con trabajadores de la zona.
Desde el principio desarrolló una fuerte rivalidad con el otro equipo de la capital, el Lyn Fotball. Mientras el Vålerenga gozaba de más apoyos en los barrios trabajadores, el Lyn estaba asociado a la clase alta.
Después de dominar el campeonato de Oslo durante la década de 1920, Vålerenga participó en la primera temporada de la Norgesserien de 1937/38, así como en la edición inaugural de Primera División de 1948. En ese último torneo llegaría hasta la final por el título, en la que cayó derrotado ante el Fredrikstad. Sin embargo, sus actuaciones empeoraron en los años 1950 al punto de ser relegado en dos ocasiones.
En la década de 1960 el Vålerenga experimentó un renacer con la llegada de nuevos futbolistas y la adopción de una personalidad propia que le valió el apodo de Bohemene (Los bohemios). Fruto de ese trabajo, el conjunto osleño ganó su primer título de liga en 1965. No obstante, la buena racha no duró demasiado: en 1968 bajó a Segunda, y dos años más tarde encadenó un nuevo descenso a divisiones inferiores. No fue hasta 1976, liderado por el veterano goleador Odd Iversen, cuando pudo retornar a la máxima categoría.
A comienzos de los años 1980 vivió un nuevo esplendor gracias a tres títulos de liga (1981, 1983 y 1984) y la primera Copa de Noruega (1980), con un plantel en el que destacaba el internacional Pål Jacobsen. No obstante, a nivel institucional atravesó problemas financieros y tuvo dificultades para adaptarse al nuevo sistema profesional (Tippeligaen), por lo que volvió a descender a Segunda en 1990.
Las mejores actuaciones del Vålerenga se dieron en la Copa de Noruega, conquistada en dos ocasiones (1997 y 2002), mientras que su desempeño liguero resultó muy irregular. La historia cambió con la llegada al banquillo en 2001 de Kjetil Rekdal, quien hizo un proyecto a largo plazo para revertir la situación. En 2004 el Vålerenga terminó segundo tras empatar a puntos con el Rosenborg, y en 2005 se proclamó campeón de liga después de 21 años sin conseguirlo.
Los mayores logros en la historia reciente de la entidad han sido la cuarta Copa Noruega en 2008 y un subcampeonato liguero en 2010. Desde 2015 se está construyendo un nuevo campo de fútbol en propiedad, el Vålerenga Stadion, que fue inaugurado en septiembre de 2017.

## Uniforme
- Uniforme titular: Camiseta azul marino, pantalón blanco y medias rojas.
- Uniforme alternativo: Camiseta, pantalón y medias blancas.

### Evolución
| 2009-10 | 2010-11 | 2013-14 | 2014-15 | 2016-17 | 2018-19 | 2020-21 | 2021-22 | 2022-23 | 2023-24 |

## Estadio
En 2017, el Vålerenga abrió su propio estadio en Valle Hovin, en el este de Oslo, llamado Intility Arena. La compra de los terrenos se hizo por una cantidad simbólica, por lo que fue necesaria la aprobación tanto del ayuntamiento de Oslo como de la Asociación Europea de Libre Comercio. El estadio tiene una capacidad de 17 333 espectadores en partidos domésticos (15 389 en partidos internacionales), y la superficie de juego es de césped artificial. En el primer partido sobre el terreno, el equipo femenino de Vålerenga venció al Kolbotn Fotball por 2-0 el 9 de septiembre de 2017, siendo Stephanie Verdoia la primera goleadora en la Arena. Al día siguiente, el equipo masculino perdió 2-1 ante el Sarpsborg 08 en su primer partido en el estadio. El campo primero se llamó Vålerenga kultur-og idrettspark, antes de que el club acordara un contrato con la empresa de tecnología Intility para cambiar el nombre del estadio.
Previamente, jugaba desde 1999 en el Estadio Ullevaal, campo perteneciente a la Federación Noruega de Fútbol. Durante décadas ha tenido que compartir el recinto con su mayor rival local, el Lyn Fotball, aunque desde la bancarrota de este en 2010 fue el único equipo osleño que jugaba allí. Anteriormente utilizaban el Estadio Bislett.

## Palmarés

### Campeonatos nacionales
- Eliteserien (5): 1965, 1981, 1983, 1984, 2005.
- Copa de Noruega (4): 1980, 1997, 2002, 2008.
- 1. Divisjon (7): 1953–54, 1958–59, 1976, 1993, 1997, 2001, 2024.

### Campeonatos regionales
- Campeonato de Oslo (4): 1927, 1932, 1933, 1934

## Participación en competiciones de la UEFA
| Competicion UEFA | Competicion UEFA         | Competicion UEFA  | Competicion UEFA | Competicion UEFA | Competicion UEFA | Competicion UEFA |
| Temporada        | Torneo                   | Ronda             | Club             | Casa             | Visita           | Global           |
| ---------------- | ------------------------ | ----------------- | ---------------- | ---------------- | ---------------- | ---------------- |
| 1964–65          | Inter-Cities Fairs Cup   | 1                 | Everton          | 2–5              | 2–4              | 4–9              |
| 1965–66          | Inter-Cities Fairs Cup   | 2                 | Hearts           | 1–3              | 0–1              | 1–4              |
| 1966–67          | European Cup             | 1                 | 17 Nëntori       | N/A              | N/A              | w/o              |
| 1966–67          | European Cup             | 2                 | Linfield         | 1–4              | 1–1              | 2–5              |
| 1975–76          | UEFA Cup                 | 1                 | Athlone Town     | 1–1              | 1–3              | 2–4              |
| 1981–82          | Cup Winners' Cup         | 1                 | Legia Warszawa   | 2–2              | 1–4              | 3–6              |
| 1982–83          | European Cup             | Preliminar        | Dinamo București | 2–1              | 1–3              | 3–4              |
| 1984–85          | European Cup             | 1                 | Sparta Prague    | 3–3              | 0–2              | 3–5              |
| 1985–86          | European Cup             | 1                 | Zenit Leningrad  | 0–2              | 0–2              | 0–4              |
| 1986–87          | UEFA Cup                 | 1                 | Beveren          | 0–0              | 0–1              | 0–1              |
| 1998–99          | Cup Winners' Cup         | 1                 | Rapid București  | 0–0              | 2–2              | 2–2 (a)          |
| 1998–99          | Cup Winners' Cup         | 2                 | Beşiktaş         | 1–0              | 3–3              | 4–3              |
| 1998–99          | Cup Winners' Cup         | 1/4 de Final      | Chelsea          | 2–3              | 0–3              | 2–6              |
| 1999–00          | Intertoto Cup            | 1                 | Ventspils        | 1–0              | 0–2              | 1–2              |
| 2003–04          | UEFA Cup                 | 1                 | Grazer AK        | 0–0              | 1–1              | 1–1 (a)          |
| 2003–04          | UEFA Cup                 | 2                 | Wisła Kraków     | 0–0              | 0–0              | 0–0 (4–3 p)      |
| 2003–04          | UEFA Cup                 | 3                 | Newcastle United | 1–1              | 1–3              | 2–4              |
| 2005–06          | Champions League         | 2° Clasificatoria | Haka             | 1–0              | 4–1              | 5–1              |
| 2005–06          | Champions League         | 3° Clasificatoria | Club Brugge      | 1–0              | 0–1              | 1–1 (3–4 p)      |
| 2005–06          | UEFA Cup                 | 1                 | Steaua București | 0–3              | 1–3              | 1–6              |
| 2006–07          | Champions League         | 2° Clasificatoria | Mladá Boleslav   | 2–2              | 1–3              | 3–5              |
| 2007–08          | UEFA Cup                 | 1° Clasificatoria | Flora Tallinn    | 1–0              | 1–0              | 2–0              |
| 2007–08          | UEFA Cup                 | 2° Clasificatoria | Ekranas          | 6–0              | 1–1              | 7–1              |
| 2007–08          | UEFA Cup                 | 1                 | Austria Wien     | 2–2              | 0–2              | 2–4              |
| 2009–10          | Europa League            | 3° Clasificatoria | PAOK             | 1–2              | 1–0              | 2–2 (a)          |
| 2011–12          | Europa League            | 2° Clasificatoria | Mika             | 1–0              | 1–0              | 2–0              |
| 2011–12          | Europa League            | 3° Clasificatoria | PAOK             | 0–2              | 0–3              | 0–5              |
| 2021–22          | Europa Conference League | 2° Clasificatoria | Gent             | 2–0              | 0–4              | 2−4              |